# Dubitatio (stilfigur)
Dubitatio är en stilfigur som beskriver hur talaren låtsas tveka eller tvivla när han eller hon uttrycker ett visst påstående. Tropen kommer från det latinska ordet dubitō och betyder “Jag tvivlar”. Dubitatio kallas även för aporia, interruptio eller aposiopesis som har samma betydelse. Tvekan kan gälla såväl talets innehåll (res): "Jag vet inte vad jag ska säga", som talets uttryck (verba): "Jag finner inte ord". Vid användning av tropen förstärker talaren känslan och engagemanget hos åhörarna så att han eller hon upplevs som engagerande och uppriktig. En talare som använde sig av dubitatio var den romerske fältherren Marcus Antonius. Han använde sig av denna figur när han ville vinna förtroendet hos massan i sina tal. Han framstod genom användandet av figuren som en enkel och uppriktig person. Förutom Marcus Antonius har många andra romerska oratorer genom historien använt sig av denna trop när de ville tilltala sin publik.
Som figur fyller den en stor funktion i ett tal eftersom den påverkar talarens ethos. Ethoset påverkas genom att publiken ser talaren som ärlig. Ett exempel på hur man använder dubitatio i en mening: “I hela mitt liv har jag aldrig - nej nu måste jag lugna ner mig”. I samma ögonblick som talaren vill säga någonting gör de ett avbrott. Funktionen i det blir att talaren framstår som mänsklig och uppriktig.

## Användning
Stilfiguren kan användas i en rad olika sammanhang. Ett av dessa sammanhang är festtal, då man vill förmedla en känsla till sin publik om festen eller om en speciell person man tänker på. Man kan också använda tropen i lovtal, smädelsetal eller i ett politiskt sammanhang. I ett politiskt sammanhang kan det handla om att talaren försöker misskreditera sin motståndare. Misskreditera med hjälp av en hånsam fråga där talaren tvivlar och tvekar medvetet för att dra ner sin motståndare.
En annan användning av dubitatio är när talaren frågar en publik, eller en specifik person han eller hon talar till vilket ord som bäst beskriver ämnet som det är fråga om. Ett exempel på detta är: "Vid det tillfället led staten svår skada av konsulernas - skall jag säga enfald eller gemenhet, eller bådadera.
Dubitatio kan alltså användas för att låta publiken eller andra personer än talaren tankemässigt formulera ett svar på vad han eller hon frågar efter. Det uppstår en åhörarkontakt mellan åhörarna och talaren när det förekommer ett medvetet avbrott i tanken från talaren. Åhörarna blir de som får avsluta tanken med hjälp av deras tankar som finns i deras doxa. Vid användandet av figuren uppvisar talaren en form av hjälpslöshet. Talaren visar upp sin osäkerhet inför publiken genom att visa att de inte har ett eget svar i en fråga. Frågan talaren ställer är retorisk och kräver inte att publiken ger ett direkt svar.